# 3 دورز داون
3 دورز داون بالإنجليزية Doors Down 3 هي فرقة روك بديل أمريكية شكلت في اسكاتاوبا بالميسيسيبي سنة 1994 من طرف براد ارنولد (غناء ودرامز), مات روبارتس (قيتارة) وتود هارال (قيتار باص) تعاقدت الفرقة مع يونيفارسال ريكوردز بعد نجاح اغنيتهم «كريبتونيت». وباعت الفرقة منذ ذلك 12 مليون البوم منذ البومهم الأول، ذي باتر لايف, الذي طرح سنة 2000. تقدم الفرقة حوالي 300 حفل في السنة وشاركت في عروض مع عدة فرق وفنانين معروفين كستايند، التر بريدج، وشاينداون.

## الأعضاء

### براد أرنولد
براد ارنولد Brad Arnold هو المغني الرئيسي في الفرقة.

### مات روبارتس
مات روبارتس Matt Roberts عازف قيتارة لفرقة الروك البديل 3 دورز داون. اسس مات روبارتس الفرقة سنة 1996 مع كل من براد ارنولد وتود هارال. لما التحق كريس هاندرسون بالفرقة أصبح لها عازفا قيتارة. وفي العادة يؤدي الاثنان المقدمة معا. ويبقى هاندرسون محافضا على الريتم بينما يقوم روبارتس بأداء العزف المنفرد.

### كريس هاندرسون
كريستوفر لي هاندرسون Chris Henderson هو عازف قيتارة لفرقة الروك البديل 3 دورز داون. نشا في اسكاتاوبا، ميسيسيبي.
يستعمل كريس هاندرسون قيتارات كهربائية من نوع بول ريد سميث وكلاسيكية من نوع تايلور

### تود هارال
تود هارال Todd Harrell وهو موسيقي أمريكي. وعازف قيتار باص لفرقة 3 دورز داون. نشأ في اسكاتاوبا، ميسيسيبي.

### غريغ أبتشيرتش
غريغ أبتشيرتش Greg Upchurch هو عازف درامز الحالي لي 3 دورز داون، وقد عوض دانيال اداير، الذي غادر في 2005.
بدا أعماله مع الافن وعمل أيضا مع كريس كورنال. ساعد في تكوين فرقة بودول اوف مود، قبل أن يتركهم في 2005 ليلتحق ب 3 دورز داون.

### أعضاء سابقون
- دانيال اداير- درامز
- ريشارد ليلاس Richard Liles وهو موسيقي أمريكي وعازف درامز السابق لفرقة الروك البديل 3 دورز داون. عوضه دانيال اداير الذي عوض بدوره بقراغ ابشيرش عازف الدرامز الحالي للفرقة

## الأعمال

### الألبومات
- ذي باتر لايف (8 فبراير 2000) - #7 التقييم الأمريكي - 6x بلانتنيوم
- اواي فروم ذي سن (12 نوفمبر 2002) - #2 التقييم الأمريكي - 4x بلانتنيوم، #8 التقييم الأسترالي - بلانتنيوم
- سافنتين دايز (8 فبراير 2005) - #1 التقييم الأمريكي - بلانتنيوم
- الألبوم الرابع - بداية 2008

### الألبومات المباشرة
- أناذر 700 مايلز 11 نوفمبر 2003, -التقييم الأمريكي. - ذهبي EP) #23)
- لاندق ان لاندن (صيف 2006, أغانية منفردة مباشرة)

### الألبومات الافتراضية
- أي تونز اوريجينالز – 3 دورز داون

### دي في دي
- 3 دورز داون: وان راد لايت (نوفمبر 2004)
- 3 دورز داون لايف ان هيوستن تكساس - اواي فروم ذي سن (2005, مونستر ميوزك)
- 3 دورز داون «بيهاين ذووز ايز»

### الأغاني المنفردة
| السنة | الاغنية                        | بيلبورد هوت 100 | مودارن روك تراكس | ماينستريم روك تراكس | بوب 100 | ادولت كونتوموراري | ألمانيا | أستراليا | هوت ديجيتال تراكس | ألبوم           |
| ----- | ------------------------------ | --------------- | ---------------- | ------------------- | ------- | ----------------- | ------- | -------- | ----------------- | --------------- |
| 2000  | "كريبتوناين"                   | 3               | 1 (11 أسابيع)    | 1 (9 أسابيع)        | -       | 3                 | 85      | 8        | -                 | ذي باتر لايف    |
| 2000  | "لوزر"                         | 55              | 2                | 1 (21 أسابيع)       | -       | -                 | 78      | -        | -                 | ذي باتر لايف    |
| 2001  | "داك اند ران"                  | -               | 11               | 1 (3 أسابيع)        | -       | -                 | -       | -        | -                 | ذي باتر لايف    |
| 2001  | "بي لايك ذات"                  | 24              | 22               | 10                  | -       | -                 | -       | -        | -                 | ذي باتر لايف    |
| 2003  | "وان أم قون"                   | 4               | 2                | 1 (17 أسابيع)       | -       | 3                 | -       | -        | -                 | اواي فروم ذي سن |
| 2003  | "ذي رود أم اون"                | -               | 24               | 8                   | -       | -                 | -       | -        | -                 | اواي فروم ذي سن |
| 2003  | "هير ويذاوت يو"                | 5               | 22               | 14                  | -       | 1 (14 أسابيع)     | 23      | 2        | -                 | اواي فروم ذي سن |
| 2004  | " اواي فروم ذي سن"             | 62              | 33               | 20                  | -       | 5                 | -       | -        | -                 | اواي فروم ذي سن |
| 2005  | "لات مي قو"                    | 14              | 14               | 6                   | 8       | 3                 | 55      | -        | 24                | سافنتين دايز    |
| 2005  | "بيهايند ذوز ايز"              | -               | 25               | 12                  | -       | -                 | 33      | -        | -                 | سافنتين دايز    |
| 2005  | "لايف فور توداي"               | -               | 31               | 18                  | -       | -                 | -       | -        | -                 | سافنتين دايز    |
| 2005  | "هير بي مي"                    | -               | -                | -                   | 81      | -                 | -       | -        | -                 | سافنتين دايز    |
| 2006  | "لاندق ان لاندن" (مع بوب ساجر) | -               | -                | 32                  | -       | 32                | 32      | -        | -                 | سافنتين دايز    |

## الأغاني المصورة
- لاندق ان لاندن
- هير بي مي (مباشر)
- لات مي قو (2005)
- اواي فروم ذي سن
- ذي رود أم اون (2003)
- هير ويذاوت يو (2003)
- وان أم قون (2003)
- كريبتوناين (2003)
- لوزر
- داك اند ران

## وصلات خارجية
- ثري دورز داون على موقع IMDb (الإنجليزية)
- ثري دورز داون على موقع ميوزك برينز (الإنجليزية)
- ثري دورز داون على موقع رولينغ ستون (الإنجليزية)
- ثري دورز داون على موقع أول ميوزيك (الإنجليزية)
- ثري دورز داون على موقع ديسكوغز (الإنجليزية)
- الموقع الرسمي
- 3 دورز داون الرسمي على ماي سبيس
- موقع مشجعي 3 دورز داون الرسمي

قالب:3 دورز داون